# ハロー! ピンクレディー
『ハロー! ピンクレディー』は、1978年4月6日から同年9月28日まで東京12チャンネル（現・テレビ東京）で放送されていたバラエティ番組である。放送時間は毎週木曜 19:30 - 20:00 （日本標準時）。

## 概要
ピンク・レディーがメインを務めていた番組で、彼女たちが自分たちの持ち歌以外のショーナンバーを披露したり、走り高跳びや水泳やテニスなどに挑戦したりしていた。また、ファンとの交流の模様や彼女たちの日常生活も紹介していた。放送第1回では、郷ひろみ、西城秀樹、野口五郎の新御三家をゲストに迎えて行われた。
番組のテーマ曲は、ピンク・レディーのアルバム『星から来た二人』に収録されている「千の顔を持つ女」。

## 放送局
- 東京12チャンネル（制作局）：木曜 19:30 - 20:00
- 山梨放送：日曜 17:00 - 17:30[1][注 1]
- 北日本放送：土曜 13:26 - 13:55（1978年4月8日放送開始）[2]